# 黄花棘豆
黄花棘豆（学名：Oxytropis ochrocephala）为豆科棘豆属下的多年生草本植物。又名团巴草，马绊肠。全草有毒，能引发家畜疯草病。